# Matylda Šínová
Matylda Šínová   (Brno, 29 de març de 1933), de casada Matoušková i Růžičková, és una gimnasta artística txeca, ja retirada, que va competir sota bandera txecoslovaca durant la dècada de 1950.
El 1952 va prendre part en els Jocs Olímpics d'Estiu de Hèlsinki, on disputà les set proves del programa de gimnàstica. Guanyà la medalla de bronze en la competició del concurs complet per equips, mentre fou sisena en el concurs per aparells equips. En la resta de proves finalitzà en posicions més endarrerides. Quatre anys més tard, als Jocs de Melbourne, tornà a disputar totes les proves del programa de gimnàstica. Destaca la cinquena posició en la competició del concurs complet per equips i la setena en el concurs per aparells equips, mentre en la resta de proves finalitzà en posicions més endarrerides. El 1960, a Roma, disputà els seus tercers i darrers Jocs Olímpics. Guanyà la medalla de plata en el concurs complet per equips.
En el seu palmarès també destaca una medalla de plata al Campionat del Món de gimnàstica artística de 1958.